# Hangistálló
Koordináták: é. sz. 47° 31′ 08″, k. h. 18° 31′ 42″47.518753°N 18.528194°E
A Hangistálló egy koncerthelyszínné átalakított mezőgazdasági épület Nagyegyházán, a Vértes és a Gerecse hegység között.

## Története
Ribli Ilona, Nagyegyházán élő csellóművésznek volt egy álma, hogy nyugat-európai mintára Magyarországon is alakuljanak át az elhagyatott istállóépületek közösségi, kulturális helyekké. 
A  Bicskei Mezőgazdasági Zrt. és a helyi (óbaroki) önkormányzat, valamint a művésznő családja támogatásával az elhagyatott épület felújításra került és már nemcsak Nagyegyházának, hanem a környező településeknek (Óbarok, Csabdi, Vasztély, Mány, Alcsútdoboz, Felcsút, Bodmér, Szárliget, Bicske, Tatabánya) kulturális programlehetőséget, igazi közösségi teret biztosít.
A 2008. december 20-án megtartott az első (karácsonyi) komolyzenei hangversenyen több mint 200-an hallgatták a Tátrai Vilmos kamarazenekar alakuló hangversenyét. Az azóta is folyamatosan szerveződő rendezvények (koncert, képzőművészeti alkotó tábor, falunap, kézműves vásár) töltik meg a falusi környezetben fekvő épületet.

## Külső hivatkozások
- A Hangistálló honlapja
- Hangistálló a Fidelio.hu oldalán